# Arthur Rehbein

Arthur Rehbein

Arthur Rehbein (Pseudonyme: Atz vom Rhyn, Atz vom Rheyn, Rehlauf; * 26. Oktober 1867 in Remscheid; † 29. Februar 1952 in Berlin) war ein deutscher Journalist und Schriftsteller.

## Leben
Arthur Rehbein war der Sohn eines Volksschullehrers. Nachdem er anfangs als Kaufmann gearbeitet hatte, verlegte er sich ab 1893 auf den Journalismus. Er war zuerst Redakteur einer Zeitung in Arnstadt/Thüringen und ab 1899 Chefredakteur des Krefelder Generalanzeigers. Ab 1901 war er in Köln ansässig, wo er ab 1903 am Kölner Tageblatt mitwirkte. Ab 1904 studierte er Kunstgeschichte und Naturwissenschaften an den Universitäten in Bonn, Straßburg und Halle (Saale). Während seines Studiums wurde er Mitglied der Turnerschaft Cheruscia Straßburg sowie des Polytechnischen Gesangvereins, der späteren Turnerschaft Hansea Hannover. 1907 zog er von Köln nach Stuttgart um, wo er Mitarbeiter der Württemberger Zeitung war. Schließlich ließ er sich in Berlin nieder, wo er der Redaktion der Norddeutschen Allgemeinen Zeitung angehörte. Aus der 1917 geschlossenen Ehe ging als einziger Sohn 1918 der spätere Regisseur Max H. Rehbein hervor.
Rehbein war neben seiner journalistischen Tätigkeit auch Verfasser von Erzählungen, Reiseberichten, Gedichten und Hörspielen. Er gehörte der Erfurter Akademie Gemeinnütziger Wissenschaften an und wurde mit dem Titel eines Geheimen Hofrats ausgezeichnet.
Bereits während der Weimarer Republik veröffentlichte Rehbein Bücher, die eine starke Sympathie des Autors für den Nationalsozialismus zeigen (vor allem die 1928 erschienene Schlageter-Biografie Für Deutschland in den Tod). Nach der „Machtergreifung“ der Nationalsozialisten gehörte Rehbein zu den prominenten Mitgliedern des gleichgeschalteten Reichsverbandes Deutscher Schriftsteller und unterzeichnete im Oktober 1933 das „Gelöbnis treuester Gefolgschaft“ für den neuen Reichskanzler Adolf Hitler.
Nach Ende des Zweiten Weltkrieges wurden in der Sowjetischen Besatzungszone Rehbeins Schriften Für Deutschland in den Tod (Deutsche Verlagsgesellschaft, Berlin 1933) und Junge, mach’ die Augen auf! ab der dritten Auflage (Weise, Leipzig 1935, mit Beiträgen von Rolf Italiaander) auf die Liste der auszusondernden Literatur gesetzt.

## Werke
- Gedichte, Dresden [u. a.] 1894.
- Vom Kyffhäuser zur Wartburg!, Berlin 1900.
- Momentaufnahmen, Witten 1901.
- Aus dem Sennelager und andere Humoresken, Köln 1902.
- Unser Rhein von Mainz bis Düsseldorf, Köln a. Rh. 1905.
- Eine Fahrt ins Bergische Land, Barmen 1907.
- Rheinische Schlendertage, Köln 1907.
- Zwischen Sieg und Wupper, Cöln 1908.
- Schwäbische Streifzüge, Stuttgart 1910.
- Studiosus Goethe in Leipzig und Straßburg, Leipzig 1910.
- Frankfurt a.M. – Heidelberg – Stuttgart – Ulm – Friedrichshafen, Mannheim – Stuttgart -Ulm – Friedrichshafen, Frankfurt a. M. 1911.
- Grün-Weiß, Berlin 1911.
- Nachlese zur zweiten Auflage der Gedichte, Cöln 1911.
- Ehrt eure deutschen Meister! Boll & Pickardt, Berlin 1916.
- Mit Kapitän König in sonnigen Breiten, Berlin 1917.
- Wunder im Sande. Behr, Berlin [u. a.] 1918
- Gilbhart. Selbstverlag, Berlin 1923.
- Junge, mach die Augen auf!. Hafen-Verlag, Berlin 1923.
- Bismarck im Sachsenwald. Gesellschaft zur Verbreitung klassischer Kunst, Berlin 1925.
- Meinem Jungen. Gesellschaft zur Verbreitung klassischer Kunst, Berlin 1926.
- Die Tetrapodistiphagen. B. Behr’s Verlag, Berlin 1927.
- Für Deutschland in den Tod. O. Stollberg, Berlin 1928.
- Vom Polarstrande zum Wüstenrande. Peter J. Oestergaard Verlag, Berlin 1930.
- Von Berlin nach Bremen über Brasilien. Böttner, Arnstadt 1934.
- Mensch in Wolken. Phönix-Verlag Siwinna, Berlin 1935.
- Über Schwellen und Wellen und Wolken. Oestergaard, Berlin-Schöneberg 1935.
- Weltstadt im Paradiese. B. Behr’s Verlag, Berlin 1936.
- Lombardische Burgenfahrt 1937. Böttner, Arnstadt 1937.
- Die Steinsburg. Engelhard-Reyher, Gotha 1940.
- Erlebtes Lachen. Kintzel, Berlin 1943.
- Kaleidoskop meiner Zeit. Stadtarchiv Remscheid, Remscheid.
  - Teil 1 (1978)
  - Teil 2 (1979)

## Herausgeberschaft
- Vor 100 Jahren und heute, Arnstadt 1896.
- Urkundenbuch der Elgersburger Ritterschaft, Arnstadt.
  - 1 (1900)
- Ehrenbuch der grünen Farbe. Schulz & Paschke, Berlin 1926.